# هيروميتشي ساتو
هيروميتشي ساتو (باليابانية: 佐藤 宏道) (مواليد 9 فبراير 1973)، هو لاعب كرة قدم سابق كان يلعب كلاعب وسط.